# Phasia arrata
Phasia arrata är en tvåvingeart som först beskrevs av Robineau-desvoidy 1863.  Phasia arrata ingår i släktet Phasia och familjen parasitflugor.
Artens utbredningsområde är Frankrike. Inga underarter finns listade i Catalogue of Life.